# Planeten te koop
Planeten te koop (Engels: Planets for Sale) is een sciencefictionroman uit 1954 van het Canadese schrijversechtpaar A.E. van Vogt en Edna Mayne Hull. Het boek is gebaseerd op de korte verhalen van Edna Mayne Hull: Competition (1943), The Contract (1944), The Debt (1943), Bankruptcy Proceedings (1946) en Enter the Professor (1945).

## Verhaal
Het verhaal speelt zich af in de Randwerelden - een melkwegstelsel waar mannen chanteren, roven en moorden, miljarden verdienen en hun vrouwen kiezen. Evana heeft de overbevolkte Aarde verlaten en komt alleen en onbeschermd in de uitgestrekte Randwerelden toe. Ze begint te werken voor Arthur Blord, een man die machtiger en rijker was dan wie dan ook in het universum. Arthur en Evana vechten samen tegen SKAL, een wezen dat eenzaam in zijn eeuwenoude vesting woont waar hij zijn snode plannen beraamt. SKAL haat de mensheid en in het bijzonder Arthur Blord. 